# Сазава (Бенешов)
Сазава (чеш. Sázava) град је у Чешкој Републици. Град се налази у управној јединици Средњочешки крај, у оквиру којег припада округу Бенешов.

## Становништво
Према подацима о броју становника из 2014. године град је имао 3.765 становника.